# Antonio Aguilar Sánchez
Antonio Aguilar Sánchez (Orà, Algèria, 27 d'abril de 1902 - Mauthausen-Gusen, Àustria, 12 de setembre de 1941) va ser un sabadellenc que va morir víctima de la deportació en un dels camps d'extermini nazis. L'any 1938, en plena Guerra Civil espanyola, residia a Sabadell. La família vivia a la Creu Alta, però se'n desconeix el domicili. Estava casat amb Isabel Segura Hernández i tenien un fill, Antoni, nascut a Barcelona el 4 de desembre de 1937.

## Guerra Civil Espanyola
Va ser milicià voluntari i carrabiner.

## Retirada, exili i deportació
Va ser capturat per l'exèrcit nazi i fou traslladat i empresonat a l'Stalag VII-A de Moosburg (Baviera, Alemanya) amb el número 40720. Finalment va ser deportat a Mauthausen, el 6 d'agost de 1940, on ingressà amb el número 3535; formava part dels primers grups d'espanyols deportats amb aquest destí. Va morir al subcamp de Gusen.

## Memòria i família
La seva dona va morir a Sant Quirze del Vallès cap als anys 1990. El seu fill també és mort i sobreviu la dona d'aquest, que té tres fills. A l'Arxiu de l'Amical de Mauthausen es conserva documentació sobre les gestions, infructuoses, que va fer la seva dona per aconseguir la indemnització del govern alemany per a deportats. L'any 2019 el Museu d'Història de Sabadell va produir i muntar una exposició amb el títol "Deportats. 60 sabadellencs als camps nazis (1940-1945)" que recull tota la informació històrica i el context dels homes eren de Sabadell, per naixement o darrera residència, en el moment d'esclatar la Guerra Civil espanyola, i que van acabar sofrint l'exili i finalment la deportació als camps de concentració i d'extermini nazis, en plena Segona Guerra Mundial.

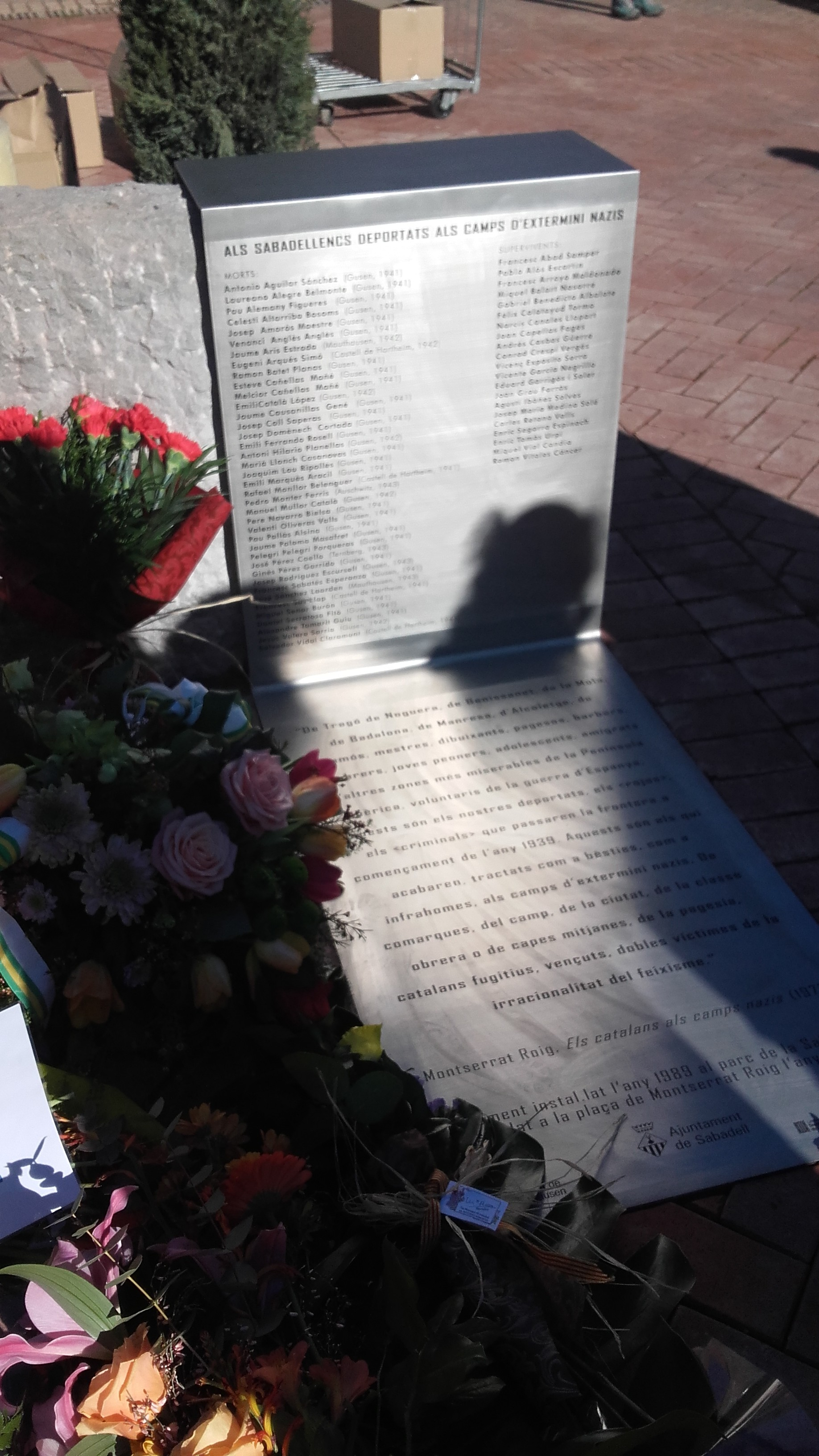
Monument als sabadellencs deportats als camps d'extermini nazis. Sabadell, 27 de gener de 2019 (Genís Ribé i Monge / MHS).

## Monument als sabadellencs deportats
El 27 de gener de 2019 es va instal·lar, a la plaça de Montserrat Roig de Sabadell, un nou monument en homenatge als sabadellencs que van ser víctimes del nazisme i que van patir la deportació als camps de concentració i d'extermini entre els anys 1940 i 1945. Aquest monument havia estat instal·lat, amb anterioritat (1989), al paratge de la Salut de Sabadell.